# Żydowo (Gniezno)
Pour les articles homonymes, voir Żydowo.
Żydowo (prononciation : [ʐɨˈdɔvɔ]) est un village polonais de la gmina de Czerniejewo dans le powiat de Gniezno de la voïvodie de Grande-Pologne dans le centre-ouest de la Pologne.
Il se situe à environ 8 kilomètres à l'est de Czerniejewo (siège de la gmina), à 10 kilomètres au sud de Gniezno (siège du powiat) et à 47 kilomètres à l'est de Poznań (capitale régionale).
Le village possède une population de 1 700 habitants.

## Histoire
De 1975 à 1998, le village faisait partie du territoire de la voïvodie de Poznań.

Depuis 1999, Żydowo est situé dans la voïvodie de Grande-Pologne.